# Logoterapija
Logoterapija je oblik egzistencijalne terapije koju je razvio neurolog i psihijatar Viktor Frankl.
Logoterapija se bavi pomaganjem pronalaska smisla ljudskog postojanja. Logoterapija se usredotočuje na smisao čovjekove egzistencije koja se vidi kao primarna motivacijska snaga.

### Članci
- Puljić, Želimir. 2005. Franklova logoterapija – liječenje smislom. Vrhbosnensia. Univerzitet u Sarajevu – Katolički bogoslovni fakultet. Sarajevo. 14 (4–5): 885–902